# Dieter Franz

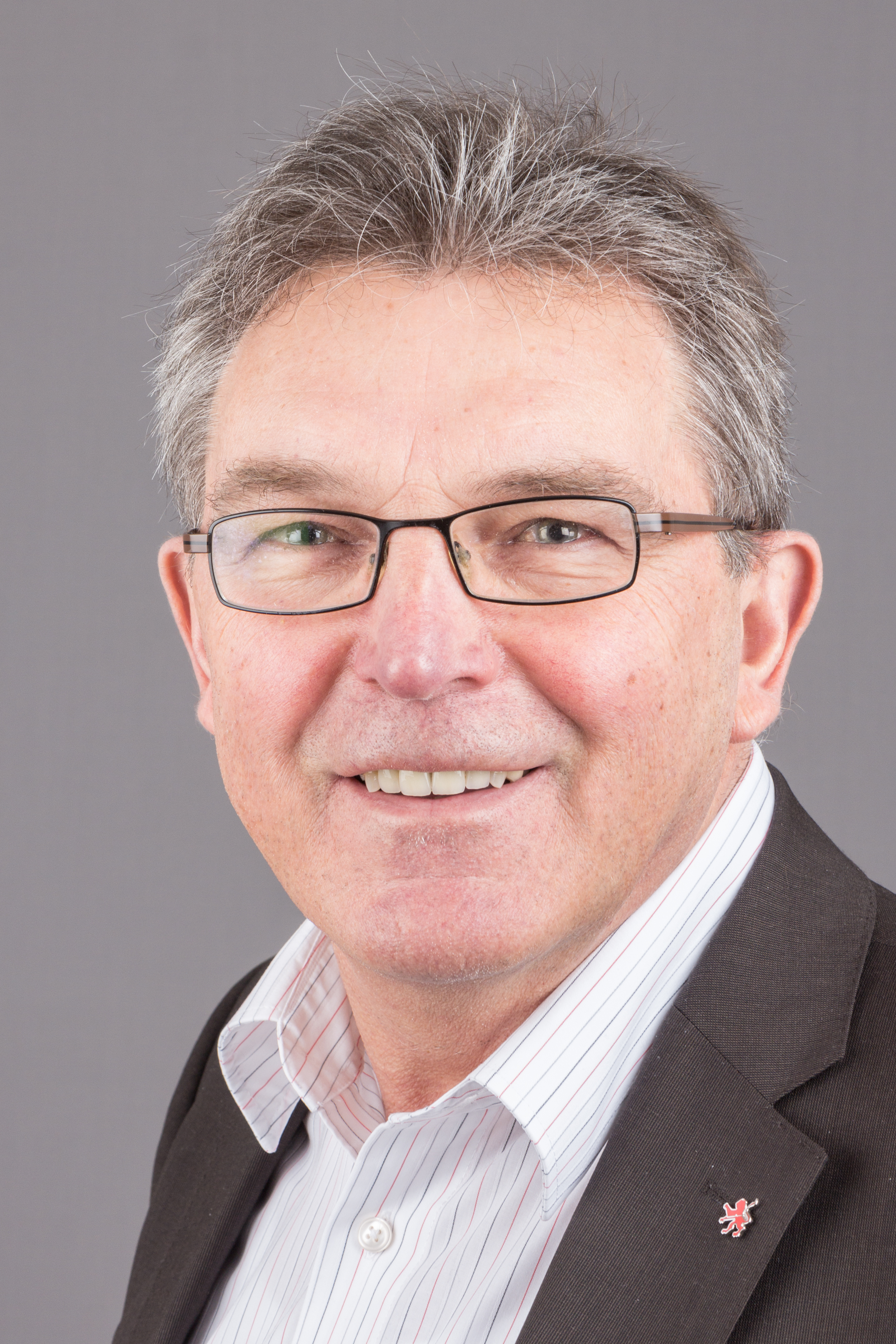
Dieter Franz (2016)

Dieter Franz (* 13. Januar 1952 in Eschwege) ist ein deutscher Politiker (SPD) und Abgeordneter des Hessischen Landtags.

## Ausbildung und Beruf
Dieter Franz besuchte die Realschule und arbeitete anschließend bis 1985 als Bauzeichner. Von 1985 bis 1990 war er Maschinenführer im VW-Werk Baunatal.
Dieter Franz ist evangelisch, verheiratet und hat drei erwachsene Kinder.

## Politik
Dieter Franz ist seit 1970 Mitglied der SPD. Von 1990 bis 1999 und 2003 bis 2008 war er hauptberuflicher Geschäftsführer der SPD im Werra-Meißner-Kreis.
1999 bis 2003 war er direkt im Wahlkreis Rotenburg gewähltes Mitglied des Hessischen Landtages. 2003 verlor er seinen Wahlkreis, konnte ihn aber bei der Landtagswahl in Hessen 2008 wie auch 2009 wieder zurückgewinnen und ist seitdem wieder Abgeordneter.